# Аленчерри, Георг
Мар Георг Аленчерри, (англ. George Alencherry, малаял. ജോർജ് ആലഞ്ചേരി; род. 19 апреля 1945, Турути, Индия) — индийский сиро-малабарский католический кардинал. Верховный архиепископ Эрнакулам-Ангамали — глава Сиро-Малабарской католической церкви с 24 мая 2011 по 7 декабря 2023. Кардинал-священник с титулом церкви Сан-Бернардо-алле-Терме с 18 февраля 2012.

## Ранняя жизнь и образование
Георг Аленчерри родился 19 апреля 1945 года, в Турути, архиепархии Чанганачерри. Георг Аленчерри был рукоположён в священники 19 ноября 1972 года. Он был секретарём архиепархии Чанганачерри и помощником священника кафедрального собора, а также директором «воскресных школ» в архиепархии.
Учился в Папской духовной семинарии Святого Иосифа в Алуве и получил докторскую степень в «Institut Catholique de Paris», где специализировался в области катехизации.

## Пастырская работа
По возвращении из Парижа, был назначен директором Центра по катехизации. Затем был директором межобрядового Пастырского центра в Кочине при Конференции католических епископов штата Керала (KCBC).
Служил профессором пастырского консультирования и систематического богословия на факультете «Paurastya Vidyapitham», Папского Восточного института религиозных исследований Вадаватура, в Коттаяме, и в Папском Институте богословия и философии в Алуве. Он был генеральным викарием архиепархии с 11 ноября 1996 года, пока не был назначен первым епископом Тукалая и был рукоположён 2 февраля 1997 года.

## Верховный архиепископ
24 мая 2011 года Аленчерри был избран Верховным архиепископом Эрнакулам-Ангамали. Папа Бенедикт XVI подтвердил избрание 26 мая 2011 года.
Верховный архиепископ Аленчерри — первый руководитель, избранный Синодом Сиро-малабарской Церкви. Избрание является частью новой административной системы, введённой в действие в Сиро-малабарской церкви после смерти Папы римского Иоанна Павла II, который в 1992 году, возвёл Церковь в ранг верховной архиепископии. С этим возведением Папа назначил кардинала Антония Падияру первым верховным архиепископом. Однако, за Папой оставляется власть назначать верховного архиепископа и епископов. Ватикан в 2004 году предоставил полные административные полномочия в Церкви, в том числе право избирать епископов.

## Кардинал
6 января 2012 года было объявлено, что Папа римский Бенедикт XVI возведёт Георга Аленчерри в сан кардинала на консистории 18 февраля 2012 года.
18 февраля 2012 года, в соборе Святого Петра состоялась консистория, на которой Георг Аленчерри был возведён в сан кардинал-священника с титулом церкви Сан-Бернардо-алле-Терме. На нового Князя Церкви была возложен кардинальская шапка и вручён кардинальский перстень.